# Paramount Channel
Paramount Channel ist ein Unterhaltungssender von Paramount International Networks und ist in Frankreich empfangbar. Es handelt sich um ein 24-Stunden-Programm.
Hauptfokus des Senders sind Filme von Paramount Pictures, die von 1930 bis 2000 produziert wurden. Alle zuvor als Paramount Channel betriebenen Sender wurden (mit Ausnahme des französischen Ablegers) in Paramount Network umbenannt.

## Ableger

### Frankreich
Als zweiter Ableger weltweit startete Paramount Channel France am 5. September 2013. Der erste gezeigte Film war Die größte Schau der Welt.

### Russland
Als vierter Ableger weltweit startete Paramount Channel Россия am 18. Februar 2014. Neben einer SD-Version wird in Russland auch eine HD-Version verbreitet. Im Zuge der Russischen Invasion in der Ukraine wurde der Sender, nebst alle andern linearen und nicht-linearen Inhalten von Paramount zum 20. April 2022 nicht mehr ausgestrahlt. Der Sender stellte zum 4. Januar 2023 das Programm vollständig ein.